# 고다이라역
고다이라역(일본어: 小平駅)은 일본 도쿄도 고다이라시에 있는 철도역이다.
세이부 철도 신주쿠 선과 하이지마 선의 분기가 되는 역이다.

## 타는 곳
| ↑ 하나코가네이       |
| \| 4 3 \| 2 1 \|     |
| 구메가와, 하기야마 ↓ |

| 1 | ■ 하이지마 선 | 다마가와죠스이・하이지마 방면 다마코 선직결 세이부 유원지 방면 |
| 2 | ■ 신주쿠 선   | 도코로자와・혼가와고에 방면                                    |
| 3 | ■ 하이지마 선 | 이 역에서 출발                                                 |
| 3 | ■ 신주쿠 선   | 다나시・다카다노바바・세이부 신주쿠 방면                       |
| 4 | ■ 신주쿠 선   | 다나시・다카다노바바・세이부 신주쿠 방면                       |

- 세이부 유원지 방면으로 가는 경우 이 역에서 출발하는 세이부 유원지행으로의 환승이나, 하기야마에서 코쿠분지에서 출발하는 세이부 유원지행으로의 환승에 대한 여부를 차내 안내 방송으로 나가지 않은 경우도 있다.(특히 인명사고등으로 인하여 전철 운행이 지연되었을 때 더 그렇다.

## 역세권 정보
- 남쪽 출입구(南口)
  - 루네코다이라(고다이라 시 시민문화회관)
- 북쪽 출입구(北口)
  - 도쿄 도립 고다이라 묘원

## 역사
- 1927년 4월 16일: 가와고에 철도 소속역으로 영업 개시.
- 1928년 1월 2일 : 다마코 철도 소속 혼코다이라역 개업.
- 1949년 11월 15일 : 혼코다이라 역과 통합.

## 인접역
| 세이부 철도■신주쿠선            | 세이부 철도■신주쿠선 | 세이부 철도■신주쿠선     |
| ------------------------------- | -------------------- | ------------------------ |
| 하나코가네이 세이부 신주쿠 방면 | ■급행, ■준급, ■보통  | 구메가와 혼카와고에 방면 |

| 세이부 철도■신주쿠선, 하이지마 선 | 세이부 철도■신주쿠선, 하이지마 선 | 세이부 철도■신주쿠선, 하이지마 선     |
| --------------------------------- | --------------------------------- | ------------------------------------- |
| 다나시 세이부 신주쿠 방면         | ■하이지마 쾌속                    | 다마가와조스이 하이지마 방면          |
| 하나코가네이 세이부 신주쿠 방면   | ■급행, ■준급, ■보통               | 하기야마 하이지마, 세이부 유원지 방면 |